# Relations entre la Gambie et l'Union européenne
Les relations entre la Gambie et l’Union européenne reposent principalement sur l'accord de Cotonou, sur le commerce et l'aide au développement.

## Sources

## Compléments